# علی‌اصغر باقرزاده
علی‌اصغر باقرزاده (زاده ۱۳۵۶ بابل) سیاستمدار اصولگرای ایرانی و نمایندهٔ دورهٔ یازدهم و دوازدهم مجلس شورای اسلامی است.
او پزشک متخصص بیماریهای عفونی و رییس اسبق بخش فنی بیمارستان بهارلو تهران است. وی موفق شد در یازدهمین انتخابات مجلس شورای اسلامی که در تاریخ ۲ اسفند ۱۳۹۸ برگزار شد، با کسب ۳۰ هزار و ۴۳۰ رای، از حوزه انتخابیه بابلسر و فریدونکنار از استان مازندران با کنار زدن سردار ولی اله نانواکناری انتخاب گردد و به مجلس راه یابد. وی در دوازدهمین دوره انتخابات مجلس شورای اسلامی با کسب ۴۲۲۸۸ رای مجدد منتخب مردم بابلسر و فریدونکنار شد.
توضیحات :
علی اصغر باقرزاده در سال ۱۳۵۶ در بابل متولد شده است. او مدرک پزشکی عمومی از دانشگاه علوم پزشکی تهران، MPH اخلاق پزشکی دانشگاه علوم پزشکی تهران و تخصص بیماری های عفونی دارد. 

### فهرست سایر سوابق:
• رییس فراکسیون هلال احمر
• نائب رئیس کمیسیون بهداشت مجلس
•دبیر کمیسیون تلفیق مجلس
•رئیس مجمع نمایندگان مازندران
• نماینده ایران در مجمع بین المجالس جهانی
•عضو برنامه توسعه هفتم در زمینه بهداشت
- مسئول دفتر مطالعات فرهنگی اجتماعی دانشگاه علوم پزشکی تهران
- مسئول هیأت محبان حضرت جواد الائمه (علیه السلام) دانشگاه علوم پزشکی تهران
- مدرس مراکز پیش دانشگاهی آموزش پرورش مناطق ۳ و ۶ تهران
- عضو کمیته ناظر بر نشریات دانشجویی دانشگاه علوم پزشکی تهران
- مدیر مسئول نشریه دانشجویی "ندای اندیشه"
- رئیس اداره نشریات دفتر نهاد مقام معظم رهبری در دانشگاههای سراسر کشور
- رئیس اداره پیگیری و امور مشاوران دفتر نهاد مقام معظم رهبری در دانشگاههای سراسر کشور
- دبیر شورای مشاورین دفتر نهاد مقام معظم رهبری در دانشگاههای سراسر کشور
- معاون مدیریت فرهنگی و اجتماعی دانشگاه علوم پزشکی تهران
- کارشناس مرکز تحقیقات اخلاق پزشکی دانشگاه علوم پزشکی تهران
- مشاور فرهنگی معاونت فرهنگی دانشگاه علوم پزشکی تهران
- مدرس دانشگاه علوم پزشکی تهران
- مدیر امور فرهنگی دانشگاه علوم پزشکی تهران
- دبیرشورای مشورتی امور فرهنگی و فوق برنامه دانشگاه های علوم پزشکی منطقه ۱ کشور